# مولداویا
مولداویا (به رومانیایی: Moldova) با نام رسمی پادشاهی مولداویا، یک منطقه تاریخی شاهزاده‌نشین در مرکز اروپای مرکزی و اروپای شرقی است. این کشور در ابتدا مستقل و بعداً خودمختار شد و از قرن چهاردهم تا سال ۱۸۵۹ وجود داشت تا اینکه با والاچیا تحت دولت مدرن رومانی متحد شد. در زمان‌های مختلف، مولداویا شامل مناطق بسارابیا، تمام بوکوفینا و منطقه هرتسا می‌شد و منطقه پوکوتیا نیز برای مدتی بخشی از آن بود.